# Eugen Ranzenberger
Eugen Ranzenberger (geboren als Jenő Oszkár Ruszkay), (Boedapest, 1 januari 1887 - aldaar, 22 juni 1946) was een Hongaars officier en Vezérezredes (kolonel-generaal) tijdens de Tweede Wereldoorlog. Hij was ook een Waffen-SS-Obergruppenführer en Generaal in de Waffen-SS. Na de Tweede Wereldoorlog werd hij uitgeleverd aan de Republiek Hongarije, en veroordeeld en gefusilleerd.

## Leven
Op 1 januari 1887 werd Jenő Oszkár Ruszkay geboren in Boedapest in het Oostenrijks-Hongaarse Rijk. Hij kwam uit een rooms-katholiek gezin. Ruszkay zat voor acht jaar op school in Boedapest.
In 1904 meldde hij zich bij het Oostenrijks-Hongaars leger (k.u.k.) en ging studeren aan de Technische Militaire academie in Mödling bij Wenen. In augustus 1907 studeerde Ruszkay als Hadnagy  (tweede luitenant) af. Hij werd van 18 augustus 1907 tot 15 april 1908 geplaatst bij de Ersatz Reservisten Abteilung/Ungarische Festungs Artillerie Regiment „Fürst Kinsky”, gestationeerd in Komárno, Transsylvanië. Ruszkay werd overgeplaatst naar de s. Haubitz Div Nr 4,  en diende tot 29 februari 1912 bij deze eenheid. Waarna hij van 1 maart 1912 tot 30 september 1912 in het s. Haubitz Div Nr 12 in Hermannstadt (Sibiu) werd ingezet. Op 1 november 1912 werd Ruszkay bevorderd tot Főhadnagy  (eerste luitenant). Na zijn bevordering werd hij naar de militaire school in Wenen gecommandeerd. Na zijn studie werd Ruszkay tot chef van de Generale Staf/Vesting Przemyśl benoemd.

### Eerste Wereldoorlog
Als deelnemer aan de Eerste Wereldoorlog, werd Ruszkay in 1915 krijgsgevangen genomen door het Keizerlijk Russisch Leger. Op 1 september 1915 werd hij bevorderd tot Százados i.G. (kapitein in de Generale Staf). Tijdens zijn krijgsgevangenschap werd hij toegewezen aan de staf van het Feld Art Rgt Nr 16. Waarna hij toegevoegd werd aan de Generale Staf van het k.u.k. Armee Oberkommando XXVI in Baden bei Wien. In april 1918 werd Ruszkay weer vrij gelaten uit zijn krijgsgevangenschap.

### Interbellum
Van maart 1919 tot juni 1919 werd Ruszkay gevangen gehouden door de communisten. Na zijn vrijlating voegde hij zich bij admiraal Miklós Horthy in Szeged. Het Hongaars Nationaal Leger werd opgericht, en hij werd op 1 september 1919 benoemd tot adjudant van de stafchef van de Hongaars Nationaal Leger. Hierop volgend werd Ruszkay benoemd tot commandant van het bataljon wat het Hongaars parlement bewaakte. Met het herstellen van het Koninkrijk Hongarije, werd hij opgenomen in het leger, en op 1 april 1920 bevorderd tot Százados i.G. (kapitein in de Generale Staf). Vervolgend werd Ruszkay als verbindingsofficier van het leger met de coalitieregering van het Witte garde in Zuid-Rusland van de generaal Pjotr Wrangel ingezet. Hierna werd Ruszkay benoemd tot adjudant van de chef van de Generale Staf. HIj werd op 1 september 1921 bevorderd tot Õrnagy i.G.  (majoor in de Generale Staf). Van 21 augustus 1921 tot 1 augustus 1922 studeerde hij in Frankrijk en Engeland. Op 20 augustus 1922 werd Ruszkay benoemd tot Vitézi Rend. In 1922 werd hij benoemd tot militair attaché in Ankara, tijdens zijn verblijf in Ankara werd hij bevorderd tot Alezredes i.G.  (luitenant-kolonel in de Generale Staf). In 1924 gaat hij met pensioen, en vestigde zich in Dortmund.
In 1928 werd Ruszkay weer terug geroepen in de actieve dienst en werd hij op 1 mei 1928 bevorderd tot Ezredes i.G. (kolonel in de Generale Staf). Ruszkay was vanaf 1925 tot 4 juni 1928 militair attaché in Sofia en vervolgens Boekarest.
Op 31 oktober 1928 wijzigde Ruszkay zijn naam in Ranzenberger. Hij werd benoemd tot chef van de afdeling V1-2 (militaire inlichtingen) van de Generale Staf in het ministerie van Defensie (Honvédelmi Minisztérium). Hierna volgde zijn benoeming tot stafchef van de 7e Gemengde Hongaarse Brigade en werd hij gecommandeerd naar de luchtafweer van de 1e Gemengde Hongaarse Brigade. Op 1 november 1936 volgde Ruszkay zijn bevordering tot Vezérörnagy  (generaal-majoor); een andere bron vermeldt: Tàborok als rang. Vanaf 1 februari 1936 tot 15 augustus 1937 werd Ranzenberger ingezet als inspecteur van opleiding van het 6 militaire district. Hierop volgend was hij commandant van de infanterie in de 6e Gemengde Hongaarse Brigade. Op 1 februari 1938 werd Ranzenberger benoemd tot commandant van de 4e Gemengde Hongaarse Brigade. Hierna werd hij benoemd tot commandant van de 4e Hongaarse Legerkorps in Pécs.

### Tweede Wereldoorlog
Op 1 mei 1940 ging hij als Altábornagy (veldmaarschalk-luitenant) met pensioen. Hij woonde voor aan de 7a Gyarmat u. in Boedapest.
Op 1 oktober 1942 ging Ranzenberger als plaatsvervanger van de SD in Hongarije in de afdeling D III van het ministerie van Buitenlandse Zaken werken.
Op 6 november 1944 werd Ranzenberger weer teruggeroepen om te dienen in de Generale Staf van het Hongaarse leger. Kort hierop werd hij bevorderd tot Vezérezredes (kolonel-generaal). Op 20 december 1944 werden Ruszkay en Szálas uitgenodigd door de Reichsführer-SS Heinrich Himmler om naar Berlijn te komen om over de oprichting van Hongaarse eenheden binnen de Waffen-SS te spreken. In Berlijn werd Ranzenberger benoemd tot inspecteur-generaal Hongaarse SS-troepen. Op 8 januari 1945 reist hij met zijn staf naar Wenen. Szálas was niet tevreden met zijn benoeming tot inspecteur-generaal, omdat hij Ranzenberger te pro-Duits vond, en hem daarom zijn Hongaarse staatsburgerschap ontnam.
Op 20 februari 1945 werd Ranzenberger bij het SS-Führungshauptamt in Berlijn benoemd tot inspecteur-generaal van Hongaarse SS-eenheden, en kreeg hij de rang van een Waffen-SS-Obergruppenführer en Generaal in de Waffen-SS. Op 5 maart 1945 werd hij door Szálas ontslagen als opperbevelhebber. Van 20 maart 1945 tot 2 mei 1945 was Ranzenberger commandant van de XVII SS Korps. Hij werd op 4 mei 1945 door de Amerikanen krijgsgevangen genomen.

## Na de oorlog
In oktober 1945 werd Ranzenberger naar Neurenberg overgebracht. Een maand later werd hij als oorlogsmisdadiger uitgeleverd aan de Hongaarse autoriteiten. In het Volksgerechtshof van de Republiek Hongarije gaf hij zijn daden toe, maar had er geen spijt van. Op 27 maart 1946 werd Ranzenberger ter dood veroordeeld, en werd op 22 juni 1946 door een vuurpeloton in de Marko-gevangenis in Boedapest gefusilleerd. Tijdens de fusillade raakten 7 toeschouwers gewond door rondvliegende scherven van de kogels.

## Militaire carrière
Ranzenberger bekleedde verschillende rangen in zowel het Koninklijk Hongaars Leger als Waffen-SS. De volgende tabel laat zien dat de bevorderingen niet synchroon liepen.
| Datum                                                           | Oostenrijks-Hongaars leger          | Hongaars leger                     | Koninklijk Hongaars Leger                      | Waffen-SS                                               |
| --------------------------------------------------------------- | ----------------------------------- | ---------------------------------- | ---------------------------------------------- | ------------------------------------------------------- |
| 18 augustus 1907                                                | k.u.k. Hadnagy (Tweede luitenant)   | —                                  | —                                              | —                                                       |
| 1 november 1912                                                 | k.u.k. Főhadnagy (Eerste luitenant) | —                                  | —                                              | —                                                       |
| 1 september 1915                                                | k.u.k. Százados (Kapitein)          | —                                  | —                                              | —                                                       |
| 1 april 1920 - 1 september 1915 (met nieuwe RDA van 1 mei 1915) | —                                   | Százados i.G. (Kapitein)           | —                                              | —                                                       |
| 1 september 1921                                                | —                                   | Õrnagy i.G. (Majoor)               | —                                              | —                                                       |
| 1 september 1924                                                | —                                   | Alezredes i.G. (Luitenant-kolonel) | —                                              | —                                                       |
| 1 mei 1928                                                      | —                                   | Ezredes i.G. (Kolonel)             | —                                              | —                                                       |
| 1 november 1936                                                 | —                                   | —                                  | Tábornok (Brigadegeneraal)                     | —                                                       |
| 20 augustus 1938                                                | —                                   | —                                  | Vezérörnagy (Generaal-majoor)                  | —                                                       |
| 1 mei 1939                                                      | —                                   | —                                  | Altábornagy (Veldmaarschalk-luitenant)         | —                                                       |
| 13 november 1944                                                | —                                   | —                                  | Charakter Vezérezredes (Kolonel-generaal)      | —                                                       |
| 6 november 1944 - 1 december 1944                               | —                                   | —                                  | Vezérezredes (Kolonel-generaal)                | —                                                       |
| 23 februari 1945 (met ingang van 1 februari 1945)               | —                                   | —                                  | —                                              | Waffen-SS-Obergruppenführer en Generaal in de Waffen-SS |
| 28 februari 1945 - maart 1945                                   | —                                   | —                                  | Degradatie door de Nemzetvezetö Ferenc Szálasi | —                                                       |

- Afkorting: i.G. = in de Generale Staf
- Opmerking rang: Eugen Ranzenberger, geboren als Jeno Ruszkay, was een voormalige generaal van het Hongaarse leger. Hij was geen lid van de Allgemeine-SS, want die bestond niet in Hongarije. De Reichsführer Heinrich Himmler had hem een enigszins afwijkende militaire rang gegeven. Door de toevoeging van WA voor de rang. De buitenlandse vrijwilligers werden ook niet in de Dienstalterslisten der SS opgetekend, en kregen ook geen SS-nummer[17].

## Onderscheidingen
Selectie:
- Jubileumskruis 1908 in 1908[2]
- Kruis voor Militaire Verdienste (Oostenrijk-Hongarije), 3e Klasse met Oorlogsdecoratie en Zwaarden in herfst[13] 1914[2]
- Orde van de IJzeren Kroon (Oostenrijk), 3e Klasse[13] met Oorlogsdecoratie en Zwaarden in 1918[2]
- Magyar Háborús Emlékérem met Zwaarden
- Vitézi Rend op 20 augustus 1922[1][14]
- IJzeren Kruis 1939, 1e Klasse[2][3] en 2e Klasse[2][3]
- Commandeur in de Orde van Verdienste (Hongarije)[2]
- Orde van Verdienste van de Duitse Adelaar, 1e Klasse met Zwaarden[2][3]

Triviaal
Ranzenberger was onderscheiden met twaalf Hongaarse ridderordes. 